# Lema de Hotelling
El lema de Hotelling és un resultat de la microeconomia que relaciona l'oferta d'un bé amb el benefici dels productors. Específicament, estableix que la taxa d'augment dels guanys maximitzats respecte a un augment de preus equival a l'oferta neta del bé. En altres paraules, si l'empresa pren les seves decisions per maximitzar guanys, aleshores les decisions es poden recuperar a partir del coneixement de la funció de guany màxim.
El lema va ser demostrat per Harold Hotelling en 1932, i és utilitzat àmpliament en la teoria de l'empresa.

## Declaració formal
Sigui {\displaystyle p} la denotació d'un preu variable i {\displaystyle w} un cost constant de cada input. Sigui {\displaystyle x:{\mathbb {R} ^{+}}\rightarrow X} un mapatge del preu a un conjunt factible d'inputs {\displaystyle X\subset {\mathbb {R} ^{+}}}. Sigui {\displaystyle f:{\mathbb {R} ^{+}}\rightarrow {\mathbb {R} ^{+}}} la funció de producció i {\displaystyle y(p)\triangleq f(x(p))} l'oferta neta.
El benefici màxim pot escriure's:
{\displaystyle \pi (p)=\max _{x}p\cdot y(p)-w\cdot x(p)}
Aleshores, el lema estableix que si el guany {\displaystyle \pi } és diferenciable en {\displaystyle p}, l'oferta neta maximitzadora ve donada per:
{\displaystyle y^{*}(p)={\frac {\partial \pi (p)}{\partial p}}}
per {\displaystyle \pi } la funció de beneficis de l'empresa en termes de preu del bé, suposant que {\displaystyle p>0} i existeix aquesta derivada.
La demostració del teorema deriva del fet que per a una empresa que maximitza el benefici, el màxim de benefici de l'empresa en alguna sortida {\displaystyle y^{*}(p)} està donat pel mínim de {\displaystyle \pi (p^{*})-p^{*}y^{*}(p)} en algun preu, {\displaystyle p^{*}}, és a dir, quan {\displaystyle {\frac {\partial \pi (p)}{\partial p}}-y=0} se sosté. Per tant, {\displaystyle y(p)={\frac {\partial \pi (p)}{\partial p}}} ; QED.

## Aplicació del lema de Hotelling
Aquesta no és una aplicació del lema de Hotelling, és la definició de derivades parcials.
Sigui la funció de guany de l'empresa:
{\displaystyle \pi =py-wx}
on:
● {\displaystyle \pi } és el guany.
● {\displaystyle p} és el preu de venda de cada unitat {\displaystyle y} .
● {\displaystyle y} és la quantitat d'unitats venudes.
● {\displaystyle w} és el cost per unitat de l'input {\displaystyle x}
● {\displaystyle x} són les unitats d'input necessàries per produir {\displaystyle y}
Si una empresa produeix 10 unitats d'{\displaystyle y} usant 5 unitats d'input {\displaystyle x} que costen 1 dòlar cadascun i ven cada producte per 2 dòlars el benefici que obté l'empresa és:
{\displaystyle \pi _{1}=(2)(10)-(1)(5)=15}
Si l'empresa augmenta el preu de la producció a 3 dòlars i encara ven la mateixa quantitat d'{\displaystyle y}, els guanys de l'empresa ara són:
{\displaystyle \pi _{2}=(3)(10)-(1)(5)=25}
Prenent la diferència entre {\displaystyle \pi _{1}} i {\displaystyle \pi _{2}}
{\displaystyle \Delta \pi =\pi _{2}-\pi _{1}=25-15=10}
El canvi en els guanys d'un canvi en el preu és 10, que és exactament el mateix que la producció produïda, per tant, la declaració de {\displaystyle y(p)={\frac {\partial \pi (p)}{\partial p}}} es manté.

## Evidència empírica del lema de Hotelling
S'han fet diverses crítiques pel que fa a l'ús i aplicació del lema de Hotelling en el treball empíric, alguns com l'economista Robert Taylor assenyalen que la precisió del lema de Hotelling depèn que l'empresa maximitzi els guanys, cosa que significa que està produint un guany que maximitza la producció {\displaystyle y^{*}} i la reducció de costos d'entrada {\displaystyle y^{*}} . Si una empresa no està produint en aquests punts òptims, aleshores el lema de Hotelling no es mantindrà.